# Грембоцин (Куявско-Поморское воеводство)
Грембоцин — деревня в гмине Любич Торуньского повета Куявско-Поморского воеводства в центральной части севера Польши.